# Soto y Amío
Soto y Amío is een gemeente in de Spaanse provincie León in de regio Castilië en León met een oppervlakte van 69,19 km². Soto y Amío telt 830 inwoners (1 januari 2016).